# Nina Michailowna Demurowa

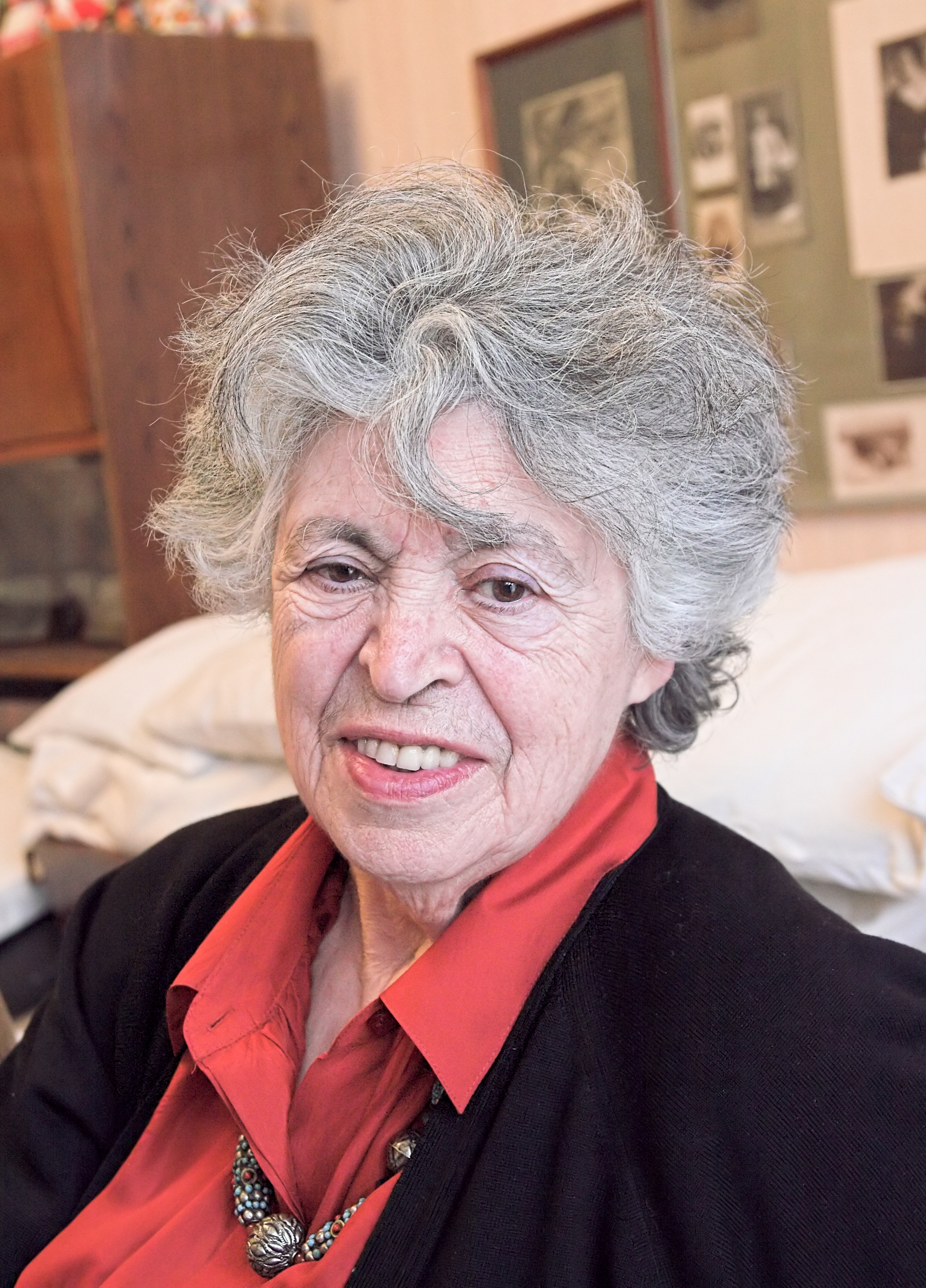
Nina Michailowna Demurowa (2010)

Nina Michailowna Demurowa (russisch Нина Михайловна Демурова; * 3. Oktober 1930 in der UdSSR; † 11. Juli 2021) war eine sowjetisch-russische Literaturwissenschaftlerin, Anglistin, Übersetzerin und Hochschullehrerin.

## Leben und Karriere
Demurowa studierte an der Lomonossow-Universität Moskau (MGU) in der Romanistik-Germanistik-Abteilung der Philologischen Fakultät Englische Sprache und Literatur mit Abschluss 1953.
Ende der 1950er Jahre arbeitete Demurowa als Übersetzerin in Indien. 1958 verteidigte sie am Moskauer Staatlichen Pädagogischen Institut (MGPI) mit Erfolg ihre Dissertation über die chartistische Literaturkritik für die Promotion zur Kandidatin der philologischen Wissenschaften.
Demurowa lehrte an der MGU und am MGPI englische Sprache, moderne englische und US-amerikanische Literatur und Kinder- und Jugendliteratur. Als Erste führte sie die Kinder- und Jugendliteratur als eigene philologische Disziplin ein. Sie war eine prominente Expertin der Werke Lewis Carrolls. Besonders anerkannt sind ihre Übersetzungen der Alice im Wunderland und der Alice hinter den Spiegeln. Im Übrigen übersetzte sie Werke von G. K. Chesterton, Edgar Allan Poe, Charles Dickens, John D. MacDonald, Frances Hodgson Burnett, J. M. Barrie, Beatrix Potter, Jennifer Garner, R. K. Narayan, John Updike u. a.
1983 verteidigte Demurowa mit Erfolg ihre Doktor-Dissertation über die englische Kinder- und Jugendliteratur 1740–1870 für die Promotion zur Doktorin der philologischen Wissenschaften.
Demurowa war Ehrenmitglied der Lewis Carroll Society in London und der Lewis Carroll Society of North America und auch der Beatrix Potter Society. 2000 erhielt sie ein Ehrendiplom des Children’s Book Council für ihre Übersetzung des Buchs The Life of Our Lord von Charles Dickens.